# Eric Nilsson (klarinettspelman)
Erik Nilsson, ofta kallad Eric Nirsa, som är det dialektala uttalet på hans namn, född 28 februari 1884 i Mattmars församling i Jämtland, död 27 mars 1973 i Mattmars församling i Jämtland, var en svensk klarinettspelman.

## Biografi
Eric Nilsson uppmärksammades av folkmusikinsamlarna i början av 1900-talet och deltog i den första Riksspelmansstämman i Stockholm 1910. Inbjudan kom från Folkmusikkommissionen med initiativtagaren Nils Andersson och Anders Zorn som frontfigurer. Eric Nilsson var en viktig företrädare för folkligt klarinettspel och framträdde i många officiella sammanhang i Sverige och utomlands, fram till sin död 1973. 1933 blev han den förste som fick ta emot Anders Zorns guldmärke för sina spelmansgärningar.
Mattmar är en gammal spelmansbygd, som fostrat flera framstående spelmän med Munter-Johan, Måns Olsson och Mårten Andersson bland de mer namnkunniga, alla på fiol. Måns, född 1865, påstod till på köpet i en tidningsintervju att det under hans uppväxt fanns fioler i varje gård.
Eric Nilsson är en av de mest väldokumenterade svenska spelmännen. I Svenskt visarkivs bandarkiv finns över 80 inspelade låtar. Där finns kopior av Yngve Laurells fonografinspelningar från 1920, Matts Arnberg inspelningar för radion från 1951, Ville Roempkes två besök hos Eric i början av 1970-talet samt Märta Ramstens något år senare. Dessutom finns kopior av två rullband som Eric Nilsson själv spelat in vilka förmedlats till Svenskt visarkiv genom Göran Bixo som besökt Mattmar för att ta klarinettlektioner av Eric. Om man till detta lägger ULMAs inspelningar från 1948 kan man konstatera att Eric Nilssons repertoar är mycket väl företrädd. De inspelningar som gjordes av Yngve Laurell 1920 finn återutgivna av Caprice Records i CD-boxen Äldre Svenska spelmän.
Eric Nilssons dokumenterade repertoar består i första hand av fiollåtar och vallmusik. Han anpassar låtarna till mycket skickligt så att det låter ”klarinett” om drillar och ornamentik på ett sätt som snarast för tankarna till europeisk blåsorkestertradition.

## Diskografi
1999 - Äldre Svenska Spelmän: Fonografcylindrar Inspelade 1913–1920 / Swedish Fiddlers From The Past: Phonograph Cylinders Recorded 1913–1920, Caprice Records (CAP 21604)